# Leonid Nazarenko
Leonid Vassilievitch Nazarenko (en russe : Леонид Васильевич Назаренко) est un footballeur international et entraîneur de football soviétique puis russe né le 21 mars 1955 à Goulkevitchi dans le kraï de Krasnodar.

## Biographie

### Carrière de joueur
Natif de Goulkevitchi dans le kraï de Krasnodar au sein de la RSFS de Russie, c'est dans cette ville que Nazarenko effectue dans un premier temps sa formation avant de rejoindre les équipes de jeunes du SKA Rostov à l'âge de 14 ans en 1972, en compagnie notamment d'Aleksandr Bubnov. Il y fait ses débuts en équipe première dès l'année suivante en disputant deux matchs de première division, tandis que le SKA est relégué en fin de saison. Prenant une part plus active à la campagne de 1974 en deuxième division, il joue 24 rencontres de championnat sur 38, inscrivant un but tandis que les siens finissent deuxième de la compétition et obtiennent la promotion. Retrouvant ainsi l'élite en 1975, Nazarenko dispute cette fois la quasi-totalité des matchs du SKA et marque huit buts, cela n'empêchant pas une nouvelle relégation de l'équipe en fin d'année.
Alors que son service militaire prend fin en 1975, il est recruté par le CSKA Moscou pour la saison 1976 lors de laquelle il joue 21 rencontres de première division et marque sept buts. Cette même année le voit par ailleurs intégrer la sélection soviétique, où il fait ses débuts le 10 mars 1976 face à la Tchécoslovaquie. Disputant six rencontres avec l'équipe A, il dispute sa seule et unique rencontre officielle le 24 avril suivant face à cette même équipe dans le cadre du match aller des barrages de qualification à l'Euro 1976, qui s'achève sur une défaite de siens (0-2). Il inscrit son unique but en sélection le mois suivant face à la Hongrie en match amical pour un match nul 1-1. Appelé par la suite avec la sélection olympique pour les Jeux de 1976, il dispute deux rencontres face à l'Iran en quart de finale, match remporté par les Soviétique (2-1), puis contre le Brésil lors du match pour la troisième place, inscrivant le deuxième but de son équipe qui l'emporte 2-0 et obtient ainsi la médaille de bronze. Il n'est par la suite plus rappelé en sélection.
Utilisé de manière plus irrégulière en club lors des saisons qui suivent, Nazarenko subit à l'été 1979 une rupture du muscle quadriceps fémoral lors d'un match amical en Allemagne de l'Ouest, une blessure dont il ne se remet pas et qui le pousse à mettre un terme à sa carrière en 1980, à l'âge de 25 ans.

### Carrière d'entraîneur
Après la fin prématurée de sa carrière de joueur, Nazarenko se met à des études d'entraîneur et devient en 1984 l'entraîneur principal du SKA-Khabarovsk en deuxième division soviétique. Finissant quatorzième puis neuvième de la compétition lors de ses deux premières saisons, il ne peut empêcher la relégation du club en fin d'année 1986 après avoir terminé 21e sur 24. Il remporte l'année suivante la quatrième zone de la troisième division mais échoue à la promotion à l'issue de la phase finale et quitte l'équipe à la fin de l'année 1987.
Devenant adjoint de Sergueï Chapochnikov au CSKA Moscou à partir de 1988, il est nommé dès l'année suivante à la tête de la deuxième équipe du club, le CSKA-2, qu'il entraîne de 1989 à 1992 entre les divisions inférieures soviétiques puis russes. Il reprend en avril 1993 le Kouban Krasnodar, équipe de deuxième division russe, avec qui il termine quinzième de la zone Ouest et est relégué en troisième division. Finissant ensuite sixième de la même zone en 1994, il quitte le club en fin de saison et est nommé à la tête du MCS Seliatino, où il passe trois saisons, l'amenant au troisième échelon lors de sa première année en 1995 avant de s'en aller en 1997. Il devient par la suite brièvement entraîneur du Torpedo-Viktoria Nijni Novgorod (ru) en quatrième division en 1999 avant de redevenir adjoint au CSKA sous les ordres d'Oleg Dolmatov en début d'année 2000, quittant son poste dès le mois de mai après le renvoi de ce dernier.
Nazarenko connaît sa première expérience à l'étranger en 2001 en étant nommé à la tête du club kazakhe de l'Irtych Pavlodar, avec qui il atteint la finale de la Coupe du Kazakhstan, finalement perdue face au Jenis Astana, et termine quatrième du championnat. Il y dispute également la Coupe des clubs champions asiatiques, compétition où il atteint le stade des demi-finales avant d'être éliminé en prolongation par le Júbilo Iwata et de finalement terminer après une défaite face au Persépolis Téhéran lors du match pour la troisième place. Il rentre par la suite en Russie où il devient l'entraîneur principal du Dinamo Makhatchkala pendant deux ans, amenant l'équipe à la deuxième place de la zone Sud de la troisième division en 2002 avant de l'emporter dès l'année suivante pour accéder à la promotion. Il devient par la suite directeur sportif du club pour la saison 2004 avant de s'en aller au mois d'août.
Il découvre brièvement la première division russe à la fin de l'année 2004 en devenant entraîneur par intérim du Kouban Krasnodar au mois d'octobre, club qu'il dirige pendant cinq matchs mais à qui il ne peut faire éviter la relégation en fin de saison. Devenant ensuite adjoint de Jozef Chovanec pour le début d'année 2005, il s'en va finalement au mois de juillet pour aller entraîneur le Spartak-MJK Riazan, équipe de troisième division qu'il amène à la sixième place de la zone Centre en fin d'année avant d'être renvoyé en juin 2006 après un mauvais début de saison 2006. Il y obtient par ailleurs une licence UEFA Pro en décembre 2005. Finissant ensuite l'année au Dinamo Makhatchkala, il y termine quinzième de deuxième division, mais s'en va en fin de saison tandis que le club est finalement rétrogradé administrativement au quatrième échelon après s'être vu refuser une licence professionnelle.
Rappelé au Kouban Krasnodar, il y reprend le poste d'entraîneur au mois d'avril 2007 après le départ de Pavel Yakovenko, laissant par la suite la place à Soferbi Iechougov en août, avant de redevenir entraîneur intérimaire dès le mois d'octobre après le départ de ce dernier, Nazarenko terminant ainsi l'exercice à la tête de l'équipe tandis qu'elle termine quinzième de la première division et est une nouvelle fois reléguée. Il est ensuite nommé à la tête du Terek Grozny, tout juste promu dans l'élite, pour le début de saison 2008 mais est renvoyé dès le mois de mai après dix matchs joués, alors que le club se place dixième au classement. Il termine par la suite l'année en deuxième division au FK Dinamo Briansk, où il ne peut empêcher la relégation de l'équipe qui termine avant-dernière, puis effectue un nouveau bref passage au Kazakhstan à Irtych Pavlodar entre mai et novembre 2009, amenant l'équipe à la neuvième place du championnat. Il rejoint ensuite le Luch-Energia Vladivostok pour le début d'année 2010 avant d'être renvoyé au mois de mai, le club se plaçant alors quinzième du deuxième échelon après dix matchs.
Inactif par la suite pendant plus d'un an, Nazarenko est nommé au mois de juillet 2011 à la tête de l'équipe lettone du FC Daugava, avec qui il termine troisième du championnat avant de s'en aller. Après une nouvelle période d'inactivité entre 2012 et 2015, il devient à la fin du mois de septembre 2015 l'entraîneur du Biolog-Novokoubansk en troisième division, qu'il dirige depuis lors.

## Statistiques

### Statistiques de joueur
| Saison                | Club                  | Championnat           | Championnat | Championnat | Coupe(s) nationale(s) | Coupe(s) nationale(s) | Total | Total |
| Saison                | Club                  | Division              | M.          | B.          | M.                    | B.                    | M.    | B.    |
| 1973                  | SKA Rostov            | D1                    | 2           | 0           | -                     | -                     | 2     | 0     |
| 1974                  | SKA Rostov            | D2                    | 24          | 1           | 1                     | 0                     | 25    | 1     |
| 1975                  | SKA Rostov            | D1                    | 29          | 8           | 1                     | 0                     | 30    | 8     |
| Sous-total            | Sous-total            | Sous-total            | 55          | 9           | 2                     | 0                     | 57    | 9     |
| 1976                  | CSKA Moscou           | D1                    | 21          | 7           | 2                     | 0                     | 23    | 7     |
| 1977                  | CSKA Moscou           | D1                    | 19          | 2           | 2                     | 0                     | 21    | 2     |
| 1978                  | CSKA Moscou           | D1                    | 13          | 3           | 1                     | 0                     | 14    | 3     |
| 1979                  | CSKA Moscou           | D1                    | 22          | 3           | 6                     | 0                     | 28    | 3     |
| Sous-total            | Sous-total            | Sous-total            | 75          | 15          | 11                    | 0                     | 86    | 15    |
| Total sur la carrière | Total sur la carrière | Total sur la carrière | 130         | 23          | 13                    | 0                     | 143   | 23    |

### Statistiques d'entraîneur
| SKA-Khabarovsk                       | 1984              | 1987             | 181 | 71  | 39  | 71  | 39,2 |
| CSKA-2 Moscou                        | 1989              | 1992             | 161 | 31  | 30  | 100 | 19,3 |
| Kouban Krasnodar                     | 11 avril 1993     | octobre 1994     | 78  | 36  | 13  | 29  | 46,2 |
| MCS Seliatino                        | 1995              | 1997             | 33  | 19  | 6   | 8   | 57,6 |
| Torpedo-Viktoria Nijni Novgorod (ru) | janvier 1999      | 6 juin 1999      | 14  | 2   | 2   | 10  | 14,3 |
| Irtych Pavlodar                      | 2001              | 2001             | 42  | 19  | 14  | 9   | 45,2 |
| Dinamo Makhatchkala                  | 2002              | 2003             | 87  | 62  | 11  | 14  | 71,3 |
| Kouban Krasnodar                     | 18 octobre 2004   | 31 décembre 2004 | 5   | 2   | 1   | 2   | 40,0 |
| Spartak-MJK Riazan                   | 26 juillet 2005   | 15 juin 2006     | 27  | 14  | 5   | 8   | 51,9 |
| Dinamo Makhatchkala                  | 12 septembre 2006 | 31 décembre 2006 | 13  | 5   | 3   | 5   | 38,5 |
| Kouban Krasnodar                     | 17 avril 2007     | 6 août 2007      | 15  | 5   | 6   | 4   | 33,3 |
| Kouban Krasnodar                     | 1er octobre 2007  | 26 décembre 2007 | 5   | 2   | 1   | 2   | 40,0 |
| Terek Grozny                         | 1er janvier 2008  | 31 mai 2008      | 10  | 4   | 0   | 6   | 40,0 |
| Dinamo Briansk                       | 15 juillet 2008   | 20 janvier 2009  | 22  | 2   | 4   | 16  | 9,1  |
| Irtych Pavlodar                      | 21 mai 2009       | 30 novembre 2009 | 21  | 6   | 4   | 11  | 28,6 |
| Luch Vladivostok                     | 1er décembre 2009 | 21 mai 2010      | 11  | 2   | 4   | 5   | 18,2 |
| FC Daugava                           | 27 juillet 2011   | 21 décembre 2011 | 14  | 8   | 2   | 4   | 57,1 |
| Biolog-Novokoubansk                  | 30 septembre 2015 | en cours         | 186 | 66  | 31  | 89  | 35,5 |
| Total                                | Total             | Total            | 925 | 356 | 176 | 393 | 38,5 |

## Palmarès

### Palmarès de joueur
SKA Rostov
- Vice-champion d'Union soviétique de deuxième division en 1974.

 Union soviétique
- Médaillé de bronze aux Jeux olympiques d'été de 1976.

### Palmarès d'entraîneur
SKA-Khabarovsk
- Vainqueur de la zone 4 de la troisième division soviétique en 1987.

 Irtych Pavlodar
- Finaliste de la Coupe du Kazakhstan en 2001.

 Dinamo Makhatchkala
- Vainqueur de la zone Sud de la troisième division russe en 2004.